# Anesteziologija
Anesteziologija je medicinska specijalizacija koja se bavi smanjenjem ili uklanjanem svijesti i osjeta vanjskih podražaja (anestezija) odnosno smanjenjem ili otklanjanjem osjeta boli (analgezija) tijekom različitih dijagnostičkih ili terapijskih medicinskih, najčešće kirurških postupaka, uz istovremeno kontinuirano praćenje vitalnih funkcija i održavanje unutarnje homeostaze u fiziološkim granicama.
Iako su prvi pokušaji modificiranja percepcije boli poznati još iz antike (mandragora, opijum), početak suvremene anesteziologije smatra se uvođenje inhalacionih anestetika u kliničku praksu sredinom 19. stoljeća. Nagli razvoj anesteziologije započinje nakon Drugog svjetskog rata, što anesteziologiju čini najdinamičnijom medicinskom granom u drugoj polovici 20. stoljeća.
Liječnik specijalist koji se bavi anestezijom naziva se anesteziolog. Edukacija iz područja anesteziologije u Hvatskoj traje najmanje 4 godine, a sastoji se iz edukacije iz: opće anesteziologije, specijalne anestezioloije, reanimatologije i intenzivne terapije.
Hrvatski anesteziolozi okupljeni su u strukovnu udrugu Hrvatsko društvo za anesteziologiju i intenzivno liječenje (HAIL), a u okviru Hrvatskog liječničkog zbora (HLZ). Izdaju stručno glasilo "Acta Anaesthesiologica Croatica".

## Vanjske poveznice
www.anestezija.org  Arhivirana inačica izvorne stranice od 1. lipnja 2007. (Wayback Machine)